# Verband Deutscher Grundstücksnutzer
Der Verband Deutscher Grundstücksnutzer e. V. (VDGN) ist ein bundesweiter Dachverband von mehr als 400 Vereinen der Nutzer von Eigenheimen, Eigentumswohnungen, Erholungsgrundstücken und Kleingärten sowie von Garagen. Der Verband vertritt die Interessen seiner mehr als 100.000 Mitglieder gegenüber der Politik und berät und unterstützt sie bei Fragen rund um das Gebäudeeigentum einschließlich des Verbraucherschutzes. Der Verband ist Vertreter der „kleinen“ Eigentümer, die in der überwiegenden Zahl ihr Eigentum selbst nutzen.

## Geschichte
Der VDGN mit Hauptsitz in Berlin entstand 1994 im Zuge des Einsatzes für die Interessen der ostdeutschen Grundstücksnutzer. Seitdem hat er sich zu einem starken gesamtdeutschen Grundstücksnutzerverband entwickelt und hat Beratungsstellen unter anderem in Dresden, Düsseldorf, Erfurt, Erkner, Halle, Hamburg, Jena, Königs Wusterhausen, Leipzig, Magdeburg, Rostock und Schwerin. Präsident ist seit dem 28. Mai 2020 Jochen Brückmann.
Kernthemen des VDGN sind aktuell die geplanten Änderungen beim Gebäudeenergiegesetz, GEG, mit den Auswirkungen auf Eigenheim- und Wohnungsbesitzer sowie die Grundsteuer. Zur Grundsteuerreform hat der VDGN eine Petition gestartet mit dem Ziel, die Mehrbelastungen für Grundstücksbesitzer über eine Senkung der Steuermesszahl und eine Transparenz bei den Hebesätzen abzufedern. Außerdem sind Themen Kommunalabgaben, Beiträge für den Straßenbau oder die Anschlüsse an das Trinkwassernetz und die Kanalisation sowie Gesundheit und Pflege im eigenen Zuhause. Seine Mitglieder werden in allen Fragen rund um das Grundstück und die Eigentumswohnung beraten. Der VDGN bietet seinen Mitgliedern außerdem Rechtsschutz rund um das selbstgenutzte Haus und Grundstück sowie bei Streit um Pflegestufe und Behinderungsgrad an sowie ein vielfältiges Spektrum an Ratgeberbroschüren zu Problemen von Grundstückseigentümern und -nutzern wie zum Beispiel bei Rechtsstreitigkeiten mit Nachbarn. Das VDGN-Beratungszentrum zeigt beispielhafte bauliche Lösungen für den barrierefreien Umbau eines typischen Einfamilienhauses. Hier können barrierefrei gestaltete Badlösungen, Lifter für den Außen- und Innenbereich (Treppenlift, Hublift, Plattformlift) sowie Handläufe besichtigt und ausprobiert werden. Über einen virtuellen Rundgang kann das VDGN-Beratungszentrum auch online besichtigt werden.
Ein Vizepräsident des Verbandes war Rainer Arzinger († 2006), der Sohn von Rudolf Arzinger.
Zu den Mitgliedern zählen unter anderem der Verein Deutscher Wohnungseigentümer (VDWE).